# Our Last Night

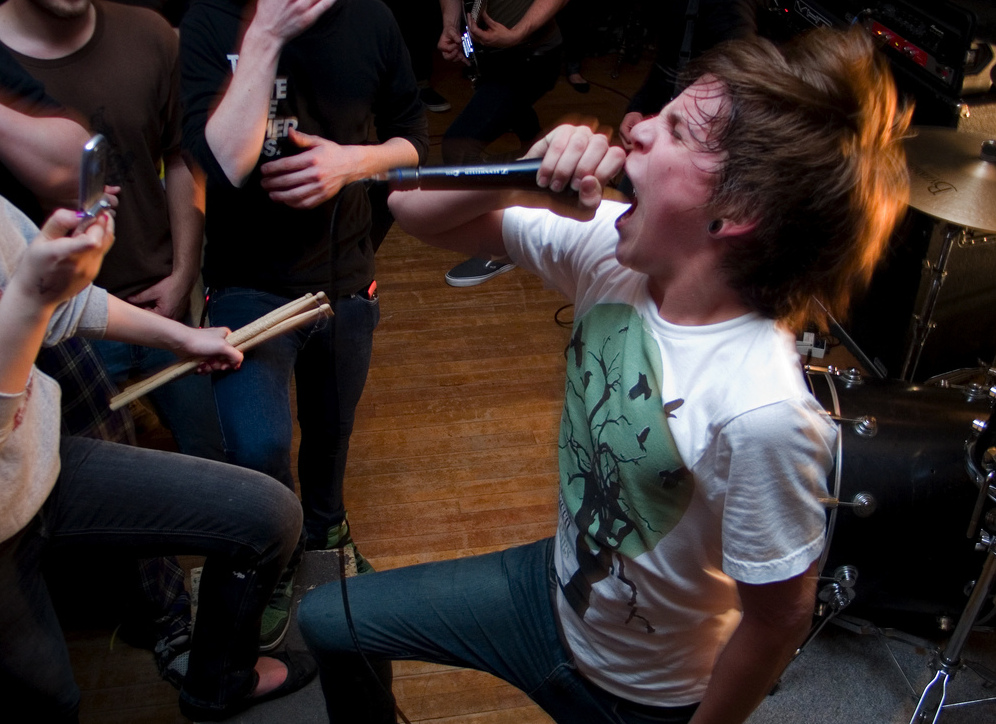
Our Last Night występujący w Eliot Grange Hall

Our Last Night – amerykański zespół post-hardcore, założony w 2004 przez Trevora Wentwortha (growl, śpiew), Matthew Wentwortha (gitara, melodyjny wokal), Alexa Woodrowa (bas) i Tima Molloya (perkusja).
Na rynku debiutowali albumem pt. Building Cities from Scratch (2005). Na początku 2007 zespół, którego skład uzupełnił gitarzysta Colin Perry, podpisał kontrakt płytowy z wytwóenią Epitaph Records, która 4 marca 2008 wydała debiutancki album studyjny muzyków pt. The Ghosts Among Us. Płyta zadebiutowała na szóstym miejscu Billboard Top Heatseekers. W ramach promocji albumu wyruszyli w trasę koncertową po Stanach Zjednoczonych, m.in. w Los Angeles, gdzie nagrali nowy utwór. W kolejnych latach wydali jeszcze osiem albumów: We Will All Evolve (2010), Age of Ignorance (2012), Oak Island (2013), Younger Dreams (2015), Selective Hearing (2017), Let Light Overcome (2019), Overcome The Darkness (2019) i Let Light Overcome The Darkness (2020).

## Obecny skład
- Trevor Wentworth – śpiew (od 2004)
- Matt Wentworth – śpiew, gitara (od 2004)
- Tim Molloy – perkusja (od 2006)

## Byli członkowie
- Tim Valich – gitara (2004-2005)
- Nick Perricone – gitara (2005-2006)
- Colin Perry – gitara, śpiew (2006-2012)
- Matthew Valich – perkusja (2004-2005)
- Joey Perricone – perkusja (2005-2006)
- Alex Woody Woodrow – gitara basowa (2004-2022)

## Dyskografia
Albumy studyjne
- Building Cities from Scratch (2005)
- The Ghosts Among Us (Epitaph) (2008)
- We Will All Evolve (Epitaph) (2010)
- Age of Ignorance (Epitaph) (2012)
- Oak Island (2013)
- Younger Dreams (2015)
- Selective Hearing (2017)
- Let Light Overcome (2019)
- Overcome The Darkness (2019)
- Let Light Overcome The Darkness (2020)

Minialbumy (EP)
- We've Been Holding Back (2004)
- A Summer Of Covers (2013)

## Teledyski
- Tear Her: I Will Be Revenged'' (2005)
- Escape'' (2008)
- Elephants'' (2010)
- The Devil Inside You'' (2010)
- Invincible'' (2012)
- Fate (2013)
- Fate (acoustic) (2013)
- Skyfall (cover) (2013)
- Reason to Love (acoustic) (2013)
- Stay (cover) (2013)
- Mirrors (cover) (2013)
- Clarity (cover) (2013)
- Radioactive (cover) (2013)
- Wrecking Ball (Cover) (2013)
- Same Old War (2013)
- Sunrise (2014)
- Dark Horse (cover) (2014)
- Dark Storms (2014)
- Falling Away (2014)
- Habits (cover) (2014)
- Drag Me Down (cover) (2015)
- Home (2015)
- A World Divided (2015)
- Road To the Throne (2015)
- Stressed Out (cover) (2016)
- Sorry (cover) (2016)
- Eleanor Rigby (cover) (2016)
- Hotel California (cover) (2016)
- With Or Without You  (cover) (2016)
- You Oughta Know (cover) (2016)
- Toxic (cover) (2016)
- White Tiger (2016)
- Common Ground (2016)
- Broken Lives (2017)
- Tongue Tied (2017)
- Caught In The Storm (2017)
- Ivory Tower (2017)
- Ghost In The Machine (2017)
- Fantasy Land (2018)
- Demons (2019)
- The Leap (2019)
- Bury The Hatchet (2019)
- Castle In The Sky (2019)
- The Beaten Path (2019)
- Let Light Overcome The Darkness (2019)
- Losing Sleep (2019)
- When Humans Become Our Gods (2019)
- Lost  (2020)
- Lost (Acoustic) (2020)